# Tegalharjo (Jebres)
Tegalharjo is een bestuurslaag in het regentschap Surakarta van de provincie Midden-Java, Indonesië. Tegalharjo telt 4095 inwoners (volkstelling 2010).